# Srebărna (distrikt)
Srebărna (bulgariska: Сребърна) är ett distrikt i Bulgarien.   Det ligger i kommunen Obsjtina Silistra och regionen Silistra, i den nordöstra delen av landet, 300 km nordost om huvudstaden Sofia.